# NGC 5262
NGC 5262 is een elliptisch sterrenstelsel in het sterrenbeeld Kleine Beer. Het hemelobject werd op 5 mei 1831 ontdekt door de Britse astronoom John Herschel.

## Synoniemen
- UGC 8606
- ZWG 353.22
- NPM1G +75.0089
- KCPG 386B
- PGC 47923